# بولچیاگو
بولچیاگو (به ایتالیایی: Bulciago) یک کومونه در ایتالیا است که در استان لکو واقع شده‌است. بولچیاگو ۳٫۱ کیلومتر مربع مساحت و ۲٬۸۱۱ نفر جمعیت دارد.